# Nefyn
Nefyn är en community i Storbritannien.   Den ligger i kommunen Gwynedd och riksdelen Wales, i den sydvästra delen av landet, 300 km nordväst om huvudstaden London.
Communityn består av orterna Nefyn (1 373 invånare) och Morfa Nefyn (857 invånare) samt omgivande landsbygd.